# Drassyllus ojus
Drassyllus ojus Platnick & Shadab, 1982 è un ragno appartenente alla famiglia Gnaphosidae.

## Etimologia
Il nome proprio deriva da un'arbitraria combinazione di lettere, come indicato dallo stesso descrittore nella pubblicazione. In realtà sembra comunque riferirsi, in parte, alla località messicana di rinvenimento: Laguna Ojo de Liebre.

## Caratteristiche
Fa parte dell'insularis-group di questo genere: ha varie somiglianze con D. chibus e D. eurus e D. talus; se ne distingue per i bordi anteriori della parte mediana dell'epigino, di forma arrotondata.
L'olotipo femminile rinvenuto più grande ha lunghezza totale è di 5,94mm; la lunghezza del cefalotorace è di 2,20mm; e la larghezza è di 1,71mm.

## Distribuzione
La specie è stata reperita nel Messico occidentale: nei pressi della cittadina di Laguna Ojo de Liebre, nello stato della Bassa California del Sud; sono stati rinvenuti anche altri esemplari in Arizona.

## Tassonomia
Al 2015 non sono note sottospecie e dal 1982 non sono stati esaminati nuovi esemplari